# Sporastatia testudinea
Sporastatia testudinea är en lavart som först beskrevs av Erik Acharius, och fick sitt nu gällande namn av A. Massal. Sporastatia testudinea ingår i släktet Sporastatia och familjen Catillariaceae.  Arten är reproducerande i Sverige. Inga underarter finns listade i Catalogue of Life.